# Telmatoscopus kimabalensis
Telmatoscopus kimabalensis är en tvåvingeart som beskrevs av Quate 1962. Telmatoscopus kimabalensis ingår i släktet Telmatoscopus och familjen fjärilsmyggor. Inga underarter finns listade i Catalogue of Life.